# Rinaldo Taverna
Rinaldo Taverna, XIII conte di Landriano (Milano, 6 maggio 1839 – Roma, 6 maggio 1913), è stato un nobile, politico e generale italiano.

## Biografia
Di idee liberali, nel 1859 fuggi da Milano per arruolarsi nell'esercito piemontese. Proseguì poi la carriera militare partecipando alla conquista del Regno di Napoli, alla presa di Roma, alla III guerra di indipendenza. Dal 1868 al 1869, e poi tra il 1874 ed il 1875, fu inviato a Berlino presso il governo prussiano.
Nel 1874 fu eletto a Milano alla Camera, ove militò nella Destra.  Fu poi nominato senatore del Regno d'Italia dalla XVII legislatura, nel 1890. 
Nel 1878 sposò la principessa Lavinia Boncompagni Ludovisi, figlia del principe di Piombino Antonio, dalla quale ebbe tre figli: Ludovico, Paolo e Costanza. 
Nel 1888 acquistò dal principe Placido Gabrielli il Palazzo Orsini a Monte Giordano a Roma, noto da allora come Palazzo Taverna
Nel 1896 fu eletto presidente della Croce Rossa Italiana.